# Ораоны
Ора́оны, дхангар (самоназвание: курух) — народ, живущий на плато Чхота-Нагпур (Индия) среди народов мунда, к которым они близки по культурно-бытовым особенностям; небольшие группы ораонов живут в штатах Орисса, Западная Бенгалия, Ассам, а также в Бангладеш. Язык — курух, относится к дравидийским языкам. Численность — более 2 миллионов человек. 
В религии ораонов индуизм переплетается с древними племенными культами. Основные занятие — земледелие. 
У ораонов сохраняются некоторые остатки родо-племенной организации (родовое деление, дома молодёжи или дома холостяков, отдельные для юношей и девушек, жизнь в которых подчинена строгим нормам, и др.). Сельские соседские общины управляются выборными советами — панчаятами.